# Samtgemeinde Fürstenau
La comunità amministrativa di Fürstenau (Samtgemeinde Fürstenau) si trova nel circondario di Osnabrück nella Bassa Sassonia, in Germania.

## Suddivisione
Comprende 3 comuni:
1. Berge
2. Bippen
3. Fürstenau (città)

Il capoluogo è Fürstenau.